# Malleola cladophylax
Malleola cladophylax là một loài thực vật có hoa trong họ Lan. Loài này được (Schltr.) J.J.Sm. & Schltr. mô tả khoa học đầu tiên năm 1913.